# James Sorenson
James Sorenson (* 30. Juli 1921 in Rexburg, Idaho; † 20. Januar 2008) war ein US-amerikanischer Unternehmer.

## Leben
Sorenson entstammt einer mormonischen Familie. Nach Angaben des US-amerikanischen Forbes Magazine gehörte Sorenson zu den reichsten US-Amerikanern und war in The World’s Billionaires 2005 gelistet. Sorenson gründete und leitete das Unternehmen Sorenson Companies. Sorenson war verheiratet und hatte acht Kinder. 2008 starb er an Krebs.